# Krzywiczyny
Krzywiczyny (niem. Schönfeld) – wieś w Polsce położona w województwie opolskim, w powiecie kluczborskim, w gminie Wołczyn.
W latach 1945–1954 siedziba gminy Krzywiczyny. W latach 1954–1969 wieś należała i była siedzibą władz gromady Krzywiczyny, po jej zniesieniu w gromadzie Głogoczów.

## Nazwa
Miejscowość nosiła dwie nazwy polską Krzywiczyny oraz niemiecką Schonfeld. W alfabetycznym spisie miejscowości na terenie Śląska wydanym w 1830 roku we Wrocławiu przez Johanna Knie wieś występuje pod polską nazwą Krziwiczinna we fragmencie „Krziwiczinna, nach herschel polnische Benennung von Schonfeld Kr. Kreuzburg”.

## Historia
Pierwsze wzmianki dotyczące wsi Krzywiczyn wiążą się z budownictwem sakralnym. Miejscowość figuruje na mapie D.T. Sotzmanue wydanej w 1791 r. oraz atlasie szkolnym z 1806 r. na mapie K.G. Kipferlinga.
W miejscowości wychowywał się ks. prof. Józef Herbut.

## Zabytki
Do wojewódzkiego rejestru zabytków wpisane są:
- zespół pałacowy, z k. XVIII w.:
  - Pałac w Krzywiczynach
  - park Krzywiczyny
- kościół ewangelicki, obecnie rzym.-kat. parafialny pw. Świętej Trójcy, drewniany, zbudowany z bali w 1623 r., przez cieślę Krzysztofa Bittnera, co upamiętnia napis na belce tęczowej. Ściany przechodzące w górnej kondygnacji w ośmiobok, szalowane. Ośmioboczny dach namiotowy kryty gontem. Okna w prezbiterium zamknięte łukiem spłaszczonym. Nad wejściem do zakrystii data budowy. Na zewnątrz ściany z wyjątkiem zakrystii nieszalowane. Dach siodłowy o jednej kalenicy, kryty gontem, przechodzący nad zakrystię i tworzący przy północnej ścianie nawy wsparte na słupach. W wejściu z kruchty do nawy drzwi ze starymi okuciami. Ołtarz główny klasycystyczny z ok. 1800 r. ławy z XVIII w. Dwa zydle ludowe. Pająk mosiężny z XVII w. (niekompletny). Misa chrzcielna cynowa z 1730 r. Dwa lichtarze cynowe z początku XIX w. Dwa dzwony: 1.ufundowany przez Kaspra Henryka von Frankenberga, odlany w 1696 r. przez Zygmunta Gota we Wrocławiu, 2. z 1849 r., wypisany z księgi rejestru

inne zabytki:
- dwa stanowiska archeologiczne również wpisane do rejestrów zabytków województwa opolskiego. Pod numerem KS A-468/78 wpisana jest osada z epoki brązu (kultura łużycka), czyli sprzed 3 tys. lat i z okresu średniowiecza. Osada położona jest w odległości 150 m na zachód od drogi z Krzywiczyn do Wołczyna, na północ od samotnych zabudowań przy tejże drodze znajdujących się na terenie Walsztatu, obok lasku. Pod numerem KS A-483/78 znajduje się osada datowana na średniowiecze. Stanowisko przylega od zachodu do sadu i ruin majątku leżącego na wschód od centrum wsi, przy drodze do Skałąg.

## Sport
W Krzywiczynach działa drużyna piłkarska grająca w klasie B namysłowskiej.